# The Call (Backstreet Boys)
The Call is een nummer van de Amerikaanse boyband Backstreet Boys uit 2001. Het is tweede single van hun vierde studioalbum Black & Blue.
Het nummer werd een hit in Europa en Oceanië. In de Amerikaanse Billboard Hot 100 was The Call met een 52e positie niet zeer succesvol. In de Nederlandse Top 40 echter wel met een 9e positie. In de Vlaamse Ultratop 50 haalde het nummer een bescheiden 30e positie.